# Alessandro Bertante
Alessandro Bertante (Alessandria, 1969) è uno scrittore e saggista italiano.

## Biografia
Alessandro Bertante è nato ad Alessandria nel 1969, vive da sempre a Milano. Scrittore e saggista, è Course leader del Triennio di Cinema e Animazione alla Nuova accademia di belle arti. Laureatosi in Lettere Moderne all’Università Statale di Milano con una tesi sulla stampa underground negli anni Settanta, si forma nella temperie politico culturale libertaria e antagonista anni Novanta, collaborando con diverse fanzine e riviste. Successivamente, lavora come critico per Repubblica, L'Unità, Linea d'Ombra, Diario della Settimana e PULP. Dal 2007 al 2011 é co-direttore artistico del festival letterario Officina Italia mentre nel 2011 fonda e dirige per due anni il portale di recensioni letterarie Bookdetector. Nel 2009 comincia il suo lavoro di docente alla NABA e nel 2016 allo IULM. Esordisce in narrativa nel 1999 con il romanzo Malavida, al quale hanno fatto seguito il saggio Re nudo, che raccoglie i suoi studi sulle controculture italiane e i movimenti situazionisti, e il pamphlet Contro il '68.  
Torna al romanzo nel 2008 con Al Diavul (vincitore del Premio Letterario Chianti) e l'anno successivo cura l'antologia di racconti Voi non ci sarete. Del 2011 è il romanzo Nina dei lupi, finalista al Premio Strega e vincitore del Premio Rieti, trasposto nell'omonima pellicola cinematografica nel 2023; del 2012 il romanzo breve La magnifica orda, mentre nel 2013 esce Estate crudele (premio Margherita Hack). Del 2016 é Gli ultimi ragazzi del secolo, vincitore del Premio Campiello Giuria dei letterati 2016, a cui fa seguito  Mordi e fuggi. Il romanzo delle BR, ancora finalista al Premio Strega 2022 e nella terzina finalista del Premio Alessandro Manzoni per il romanzo storico. Il 4 febbraio 2025 esce il suo romanzo E tutti danzarono, edito da La Nave di Teseo. 

## Opere

### Narrativa
- Malavida, Milano, Leoncavallo libri, 1999 ISBN 88-87175-03-9.
- Al diavul, Venezia, Marsilio, 2008 ISBN 978-88-317-9499-2.
- Nina dei lupi, Venezia, Marsilio, 2011 ISBN 978-88-317-0857-9. - Nuova ed. Milano, Nottetempo, 2019 ISBN 978-88-7452-237-8.
- La magnifica orda, Milano, Il saggiatore, 2012 ISBN 978-88-428-1818-2.[5]
- Estate crudele, Milano, Rizzoli, 2013 ISBN 978-88-17-06436-1.
- Gli ultimi ragazzi del secolo, Firenze-Milano, Giunti, 2016 ISBN 978-88-09-81545-2.[6]
- Pietra Nera, Milano, Nottetempo, 2019 ISBN 978-88-7452-750-2.
- Mordi e fuggi. Il romanzo delle BR, Milano, Baldini + Castoldi, 2022 ISBN 978-88-93884-69-3.

### Saggistica
- Re nudo: underground e rivoluzione nelle pagine di una rivista, Rimini, NdA press, 2005 ISBN 88-89035-07-2.
- Contro il '68: la generazione infinita, Milano, Agenzia X, 2007 ISBN 978-88-95029-05-4.

### Antologie
- 10 storie per la pace, Casale Monferrato, Piemme, 2003 ISBN 88-384-8195-4.
- La rivoluzione è una suora che si spoglia: storie di scrittori e anarchie, Pisa, BFS, 2009 ISBN 978-88-89413-44-9.
- Voi non ci sarete: cronache dalla fine del mondo, Milano, Agenzia X, 2009 ISBN 978-88-95029-25-2.[7]
- Festa del perdono: cronache dai decenni inutili, Milano, Bompiani, 2014 ISBN 978-88-452-7697-2.

## Adattamenti cinematografici
- Nina dei lupi, regia di Antonio Pisu (2023)